# Sindacalismo istituzionale
Il sindacalismo istituzionale, dal punto di vista dei mezzi dell'azione sindacale, è una pratica sindacale che tende ad ottenere l’avanzamento della condizione dei lavoratori attraverso il dialogo sociale (tra datori di lavoro e sindacati o tra il governo e le organizzazioni sindacali).
Questo tipo di sindacalismo è chiamato anche sindacalismo di cogestione, "sindacalismo socialdemocratico", o, secondo i suoi avversari, sindacalismo di accompagnamento o di "salotto".
In questa accezione il sindacalismo istituzionale si contrappone al sindacalismo di lotta che vuole concentrarsi sull'azione diretta di mobilitazione dei lavoratori